# To the 5 Boroughs
A To the 5 Boroughs a hatodik Beastie Boys album. 2004-ben adták ki.

## Számok
1. "Ch-Check It Out" – 3:12
2. "Right Right Now Now" – 2:46
3. "3 the Hard Way" – 2:48
4. "It Takes Time to Build" – 3:11
5. "Rhyme the Rhyme Well" – 2:47
6. "Triple Trouble" – 2:43
7. "Hey Fuck You" – 2:21
8. "Oh Word?" – 2:59
9. "That's It That's All" – 2:28
10. "All Lifestyles" – 2:33
11. "Shazam!" – 2:26
12. "An Open Letter to NYC" – 4:18
13. "Crawlspace" – 2:53
14. "The Brouhaha" – 2:13
15. "We Got The" – 2:27
16. "Now Get Busy [Bonus]" – 2:25